# Seved, Malmö
Seved är det informella namnet på den del av Södra Sofielund, i stadsdelen Södra Innerstaden i Malmö, vilket ligger kring Sevedsplan, Rasmusgatan och Jespersgatan.
Seved är bebyggt mellan 1920- och 1950-talen. En stor del av bebyggelsen är flerfamiljsbostadshus i tre-fyra våningar från 1930- och 1950-talen. Några av husen har ritats av Axel Carlsson.
I Seved togs 2010 initiativ för att använda graffiti och annat offentligt muralmåleri om ett konstnärligt inslag i stadsbilden, bland annat i samarbete med Malmö Kommunala Bostadsaktiebolag.
2015 klassades området som ett av landets 15 särskilt utsatta områden av Polismyndigheten och särskilda resurser tilldelas då för att hantera problematiken.
Polisens nationella operativa avdelning (NOA) flyttade ned Seved ett steg på sin lista över utsatta områden i Sverige 2023.  Listan har tre nivåer och Seved går nu från den allvarligaste nivån ”särskilt utsatt område” till ”riskområde”.

## Bilder

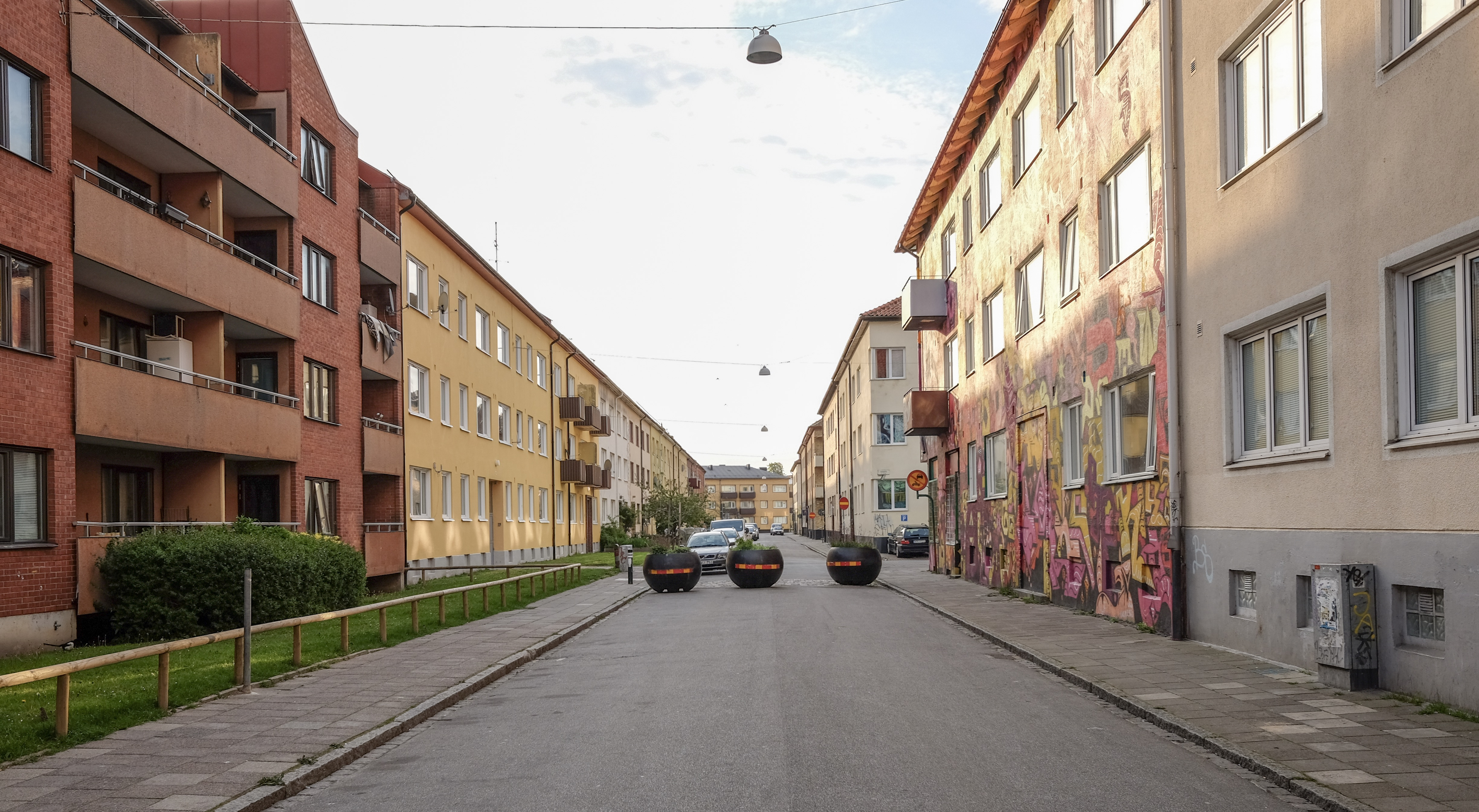
Rasmusgatan
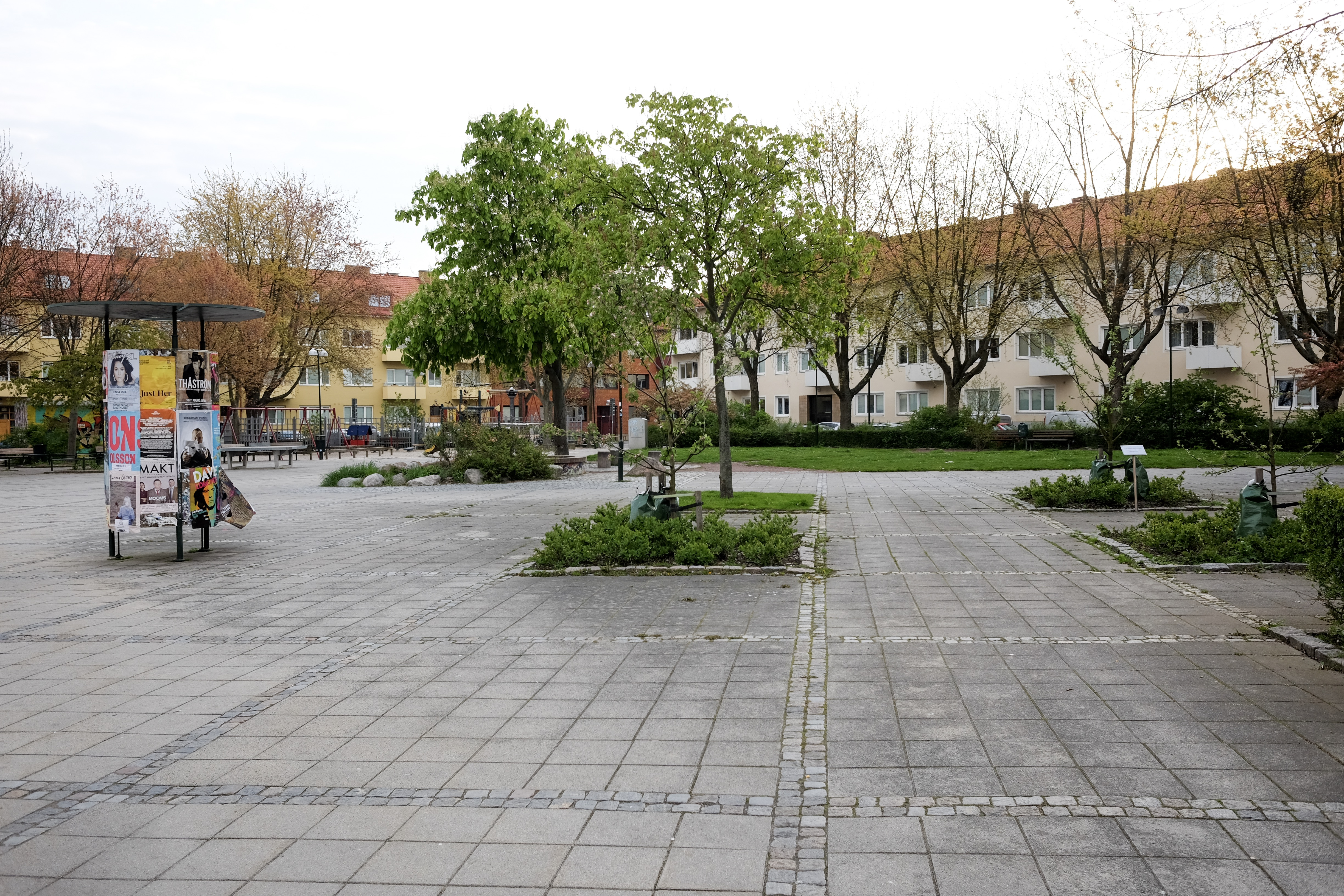
Sevedsplan

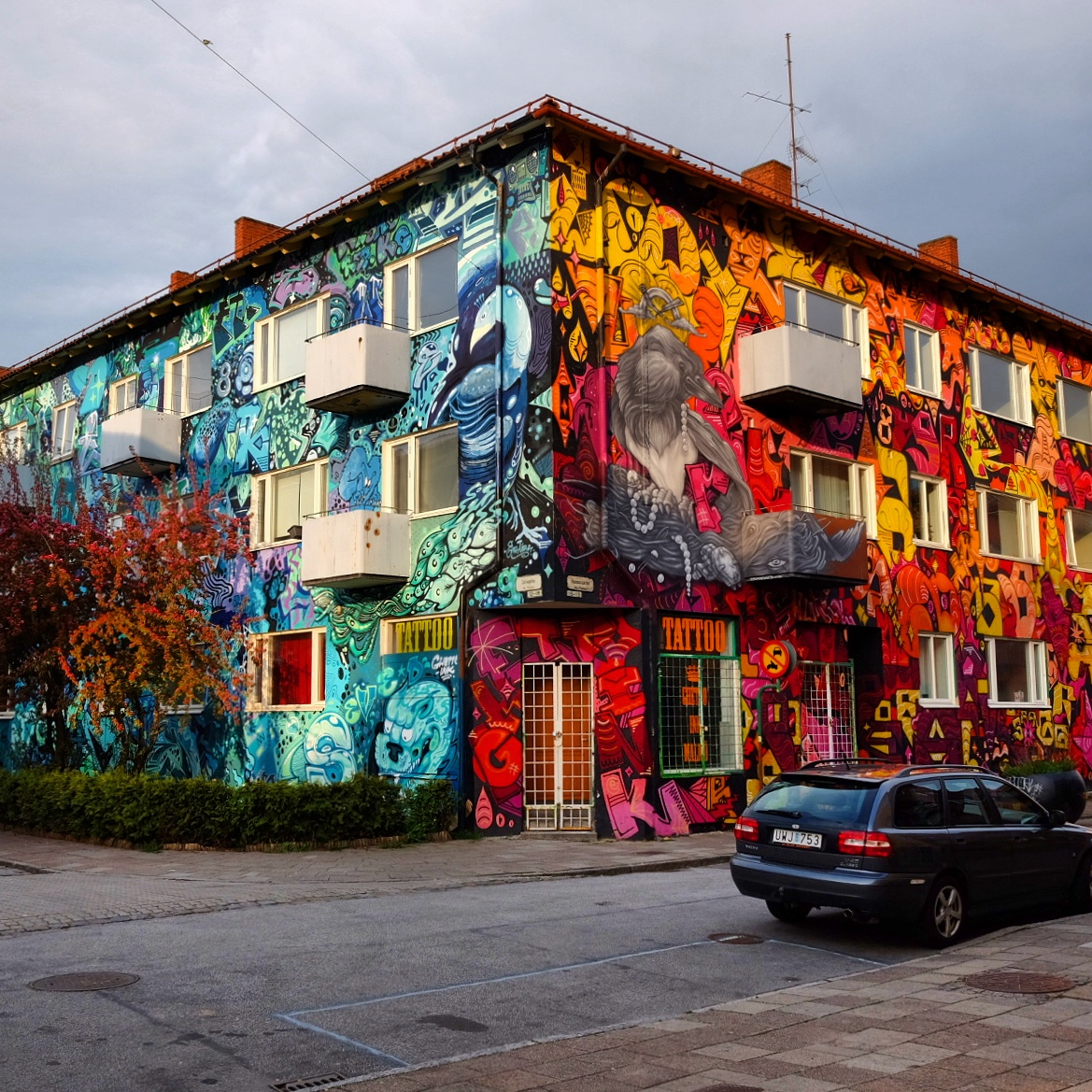
Flerfamiljshus i hörnet Rasmusgatan/Sofiagatan, med muralmålning av åtta grafittikonstnärer 2013 och 2014
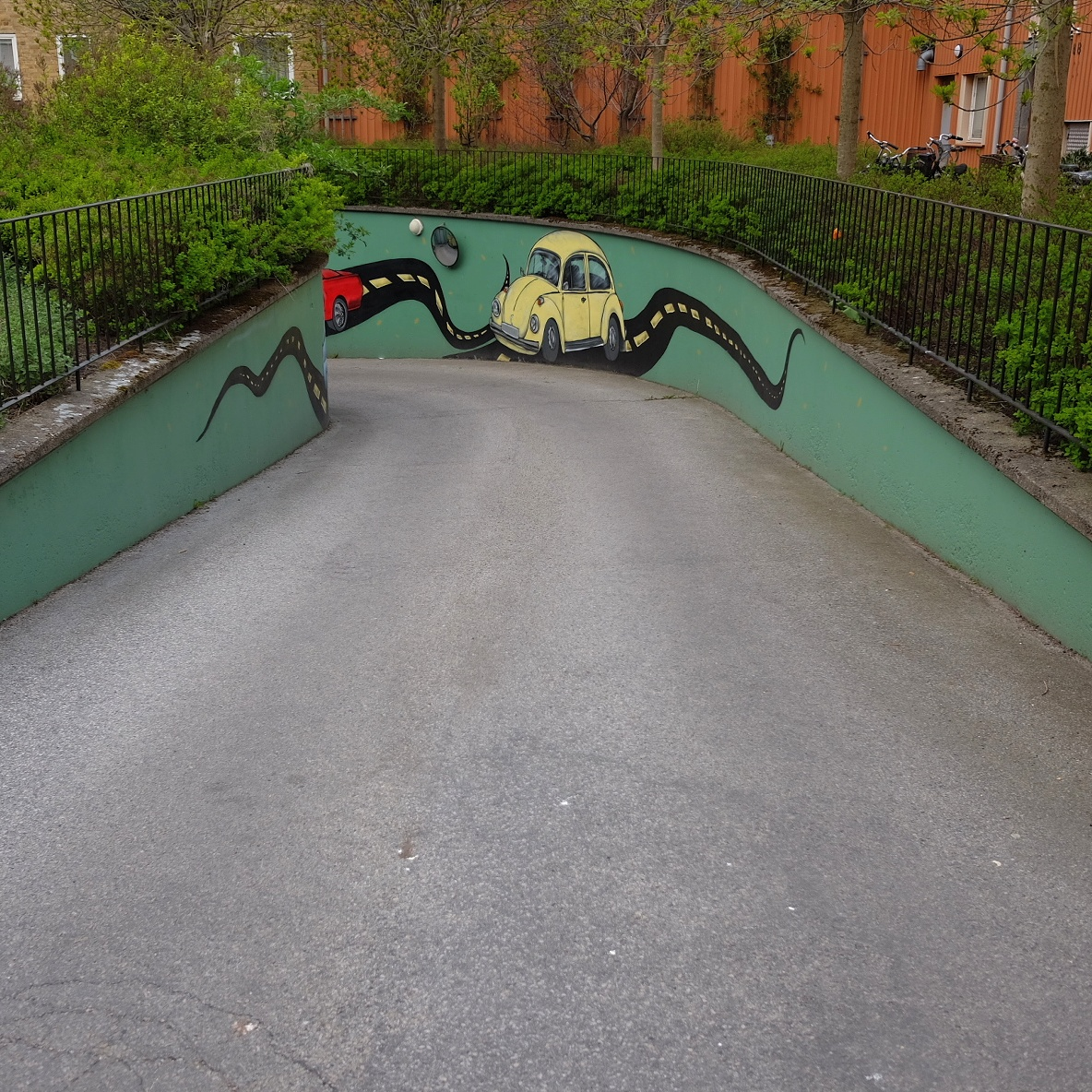
Parkeringsnedfart på Jespersgatan